# Chaînée-des-Coupis
Chaînée-des-Coupis è un comune francese di 186 abitanti situato nel dipartimento del Giura nella regione della Borgogna-Franca Contea.

## Società

### Evoluzione demografica
Abitanti censiti